# Albert Rosellini
Albert Dean Rosellini (21 janvier 1910 - 10 octobre 2011) est un homme politique américain qui est le 15e gouverneur de Washington de 1957 à 1965.
Au cours d'une carrière politique qui dure 40 ans, Rosellini œuvre à la réforme des prisons et des établissements de santé mentale de l'État, à l'expansion du réseau routier de l'État, à la création des écoles de médecine et de dentisterie de l'Université de Washington et à la construction du deuxième pont flottant sur le lac Washington.

## Jeunesse et éducation
Né à Tacoma, Washington, Rosellini est le fils unique d'immigrants italiens, Annunziata (Pagni) et Giovanni Rosellini, un exploitant de saloon,. Il travaille pour payer ses études universitaires à la faculté de droit de l'Université de Washington, où il est membre de la fraternité Tau Kappa Epsilon, obtenant son diplôme en 1933 avec son camarade de classe Hugh J. Rosellini (sans lien de parenté), un ami d'enfance et plus tard juge à la Cour suprême de l'État,.

## Carrière

### Sénat de Washington
À l'âge de 29 ans, Rosellini est élu au Sénat de l'État de Washington dont il est le plus jeune membre, représentant le 33e district du sud de Seattle, le foyer de nombreux immigrants italiens. Démocrate du New Deal, Rosellini sert de 1939 à 1957 et atteint le rang de chef de la majorité. Il est élu gouverneur lors de l'élection du gouverneur de Washington en 1956, remportant la victoire avec 108 732 voix.

### Gouverneur

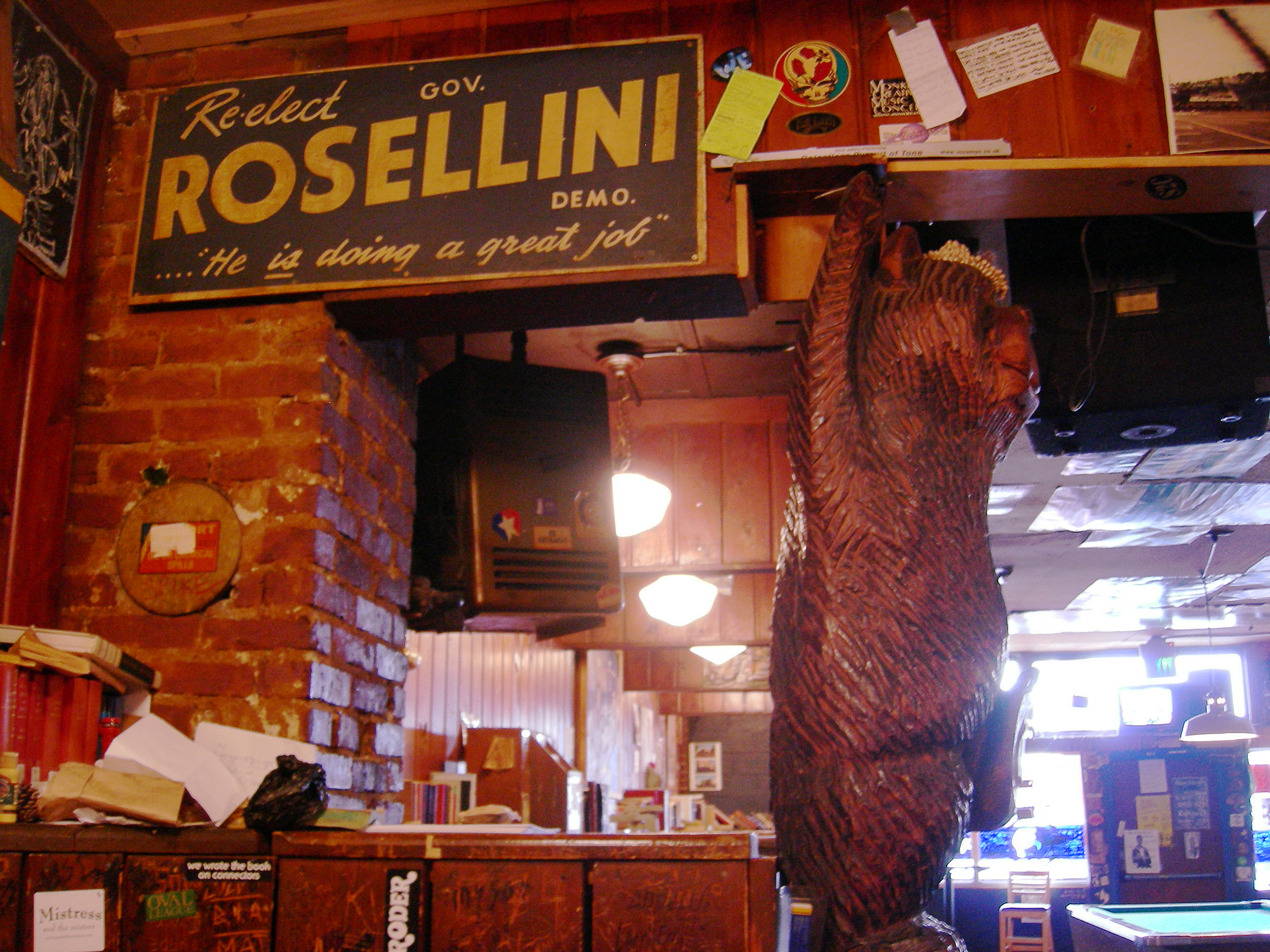
Panneau de campagne de réélection de Rosellini à la Blue Moon Tavern de Seattle en 2007

En tant que gouverneur, Rosellini développe une réputation de détermination et de capacité à faire avancer des projets longtemps bloqués. Don Hannula, chroniqueur politique du Seattle Times, écrit en 1996 : « Ce n'était pas un homme de rhétorique creuse. Il faisait avancer les choses. Son héritage est omniprésent. ». Dans sa biographie de 1997, Rosellini, fils d'immigrant et gouverneur progressiste, l'auteur Payton Smith écrit : « Il était attiré par les questions où des progrès pouvaient être réalisés et mesurés… La réforme budgétaire, le développement économique, les transports, l'enseignement supérieur et les institutions étaient les questions centrales auxquelles il consacrait son talent et son savoir-faire gouvernemental. ». Rosellini est réélu de justesse en 1960 battant le républicain Lloyd J. Andrews par 17 865 voix.
Afin de promouvoir le développement économique, Rosellini crée un département d'État du Commerce et soutient l'Exposition universelle de Seattle en 1962. Il supervise la construction du pont flottant le plus long du monde, le pont flottant original d'Evergreen Point, qui ouvre en 1963 et sur lequel passe la route nationale 520 sur le lac Washington de Seattle à Medina. Il est rebaptisé en l'honneur de Rosellini en 1988. Après 53 ans de service, il est remplacé par un nouveau pont flottant au même endroit en 2016, qui porte également son nom. En outre, il est un fervent défenseur de l’enseignement supérieur, renforçant le système universitaire d’État et développant un système de collèges juniors. Durant son mandat, Rosellini réforme également le processus budgétaire de l’État et équilibre le budget.

### Élection du gouverneur de 1964
Rosellini est battu lors de sa tentative de briguer un troisième mandat en 1964 par le républicain Daniel J. Evans, membre de la chambre des représentants de l'État et ingénieur civil,. Rosellini se présente aux primaires sans opposition pour la nomination démocrate, sans concurrent sérieux, mais rencontre l'opposition de plusieurs candidats inconnus qui recueillent collectivement près de 50 000 voix,.
La campagne électorale générale est marquée par des attaques virulentes contre l'intégrité du candidat, tant de la part des camps républicain que démocrate. Le gouverneur Rosellini tente de présenter Evans comme un partisan de Barry Goldwater et son bilan comme contraire aux intérêts du travail, de la protection sociale et de l'éducation. Evans accuse à son tour Rosellini d'irrégularités financières et de copinage, alléguant que le gouverneur aurait sollicité des fonds de campagne auprès d'entreprises sous contrat avec le gouvernement de l'État. Un seul débat télévisé est convenu entre les deux candidats. Evans, âgé de 39 ans, gagne avec 148 564 voix.

### Tentative de retour en 1972
Rosellini fait un retour huit ans plus tard, en 1972 ; il remporte la nomination démocrate, mais est à nouveau battu par Evans. Partant en tête dans les sondages, Rosellini voit son soutien chuter lorsqu'il qualifie de manière désobligeante le gouverneur Evans de « Danny Boy » et qu'il est accusé d'être intervenu en faveur de son ami Frank Colacurcio pour obtenir une licence de club à Hawaï pendant son mandat. Une minorité de partisans d'Evans commencent également à arborer des autocollants à l'arrière de leurs voitures indiquant « Nous n'avons pas besoin d'un parrain », décrit par sa fille Lynn Rosellini comme extrêmement blessant pour son père étant donné sa fierté de son ascendance italienne (Le film populaire oscarisé Le Parrain est sorti plus tôt cette année-là). Rosellini déclare plus tard sa conviction que l'attaque a contribué à sa perte, en disant : « Ces conneries de mafia m'ont vraiment fait mal, du jour au lendemain j'ai chuté de 12 % dans les sondages. Je ne pense pas que les gens y croient autant que ça leur a fait peur. ».

### Consultant
Après avoir quitté ses fonctions en 1965, Rosellini retourne à la pratique du droit et devient également consultant politique, spécialisé dans les questions liées aux industries de l'alcool et du divertissement. Au fil des années, Rossellini est un conseiller chevronné du Parti démocrate de l'État, encadrant des personnalités politiques, notamment les gouverneurs de Washington Christine Gregoire et Gary Locke.
Jusqu'à sa mort, Rosellini participe à des collectes de fonds pour les candidats et aide à collecter des fonds pour des organismes de bienfaisance, en particulier le Comité olympique de l'État de Washington, qu'il préside pendant de nombreuses années.

## Vie privée
Rosellini et sa femme Ethel (1912–2002), qu'il épouse en 1937, ont cinq enfants. Ethel est décédée en 2002, après 64 ans de mariage. Rosellini est un catholique pratiquant.
Rosellini célèbre son 100e anniversaire en janvier 2010, devenant ainsi l'un des rares gouverneurs d'État américains à avoir atteint l'âge de 100 ans. Il est décédé des suites de complications liées à une pneumonie à Seattle le 10 octobre 2011, à l'âge de 101 ans. Les funérailles de Rosellini ont lieu à la Cathédrale Saint-Jacques de Seattle et il est enterré au cimetière du Calvaire, aux côtés de sa femme.